# 觀察者期望效應
觀察者期望效應（英語：Observer-expectancy effect）是認知偏見的一種。在科學實驗中，由於觀察者預期某些測試結果，於是無意識地以某種形式操縱了實驗步驟，或錯誤解釋實驗結果以達至他們希望得到的結論。觀察者期望效應能嚴重歪曲實驗結果，因此需利用雙盲方式進行實驗來消除這效應。

## 概念
很多實驗經常是受觀察者期望效應影響而出現奇怪結果，尤其在以人類為對象的實驗。觀察者期望效應最常出現於超自然現象研究。
聰明漢斯是著名的觀察者期望效應例子。聰明漢斯是一匹懂得算術和做出各式各樣驚奇技能的馬，而事實上聰明漢斯不是真的懂得算術，而是靠訓練員和觀察者無意識下給予的暗示（例如：表情、姿勢）得出正確答案。
在另一實驗，實驗人員事先告訴一群小孩他們培養了兩個實驗老鼠品種：一種聰明，一種呆笨，然後安排小孩觀察老鼠逃離迷宮。小孩報告聰明品種老鼠比呆笨品種老鼠更快逃離迷宮，而事實上所有實驗老鼠只是隨機挑選出來而已。

## 外部連結
- Skeptic's Dictionary on the Experimenter Effect （页面存档备份，存于）
- The rat study （页面存档备份，存于）
- An article that speaks of Expectancy effects in paranormal investigation （页面存档备份，存于）
- Another article by Rupert Sheldrake

1. ↑  . skepdic.   [2008-12-11]. （原始内容存档于2012-03-15）.